# Сабит ибн Курра

Регион Аль-Джазира и его подразделения (Дияр Бакр, Дияр Мудар и Дияр Рабиа) во время Аббасидского халифата

Абуль-Хасан Сабит ибн Курра аль-Харрани́ (араб. ثابت بن قرة‎;
836, Харран — 18 февраля 901, Багдад) — астроном, математик, механик и врач IX века. В русской литературе также упоминается как Сабит ибн Корра или Табит ибн Курра. В средневековой Европе его называли Thebit.
По происхождению сириец, выходец из небольшой секты сабиев (харранские сабии, в отличие от «истинных», определялись как язычники-звездопоклонники или гностики-герметики), часть своих трудов написал на родном сирийском языке. Был учеником знаменитых математиков братьев Бану Муса, работал в «Доме мудрости» в Багдаде. Его сын Синан ибн Сабит, также учёный.

## Научная деятельность

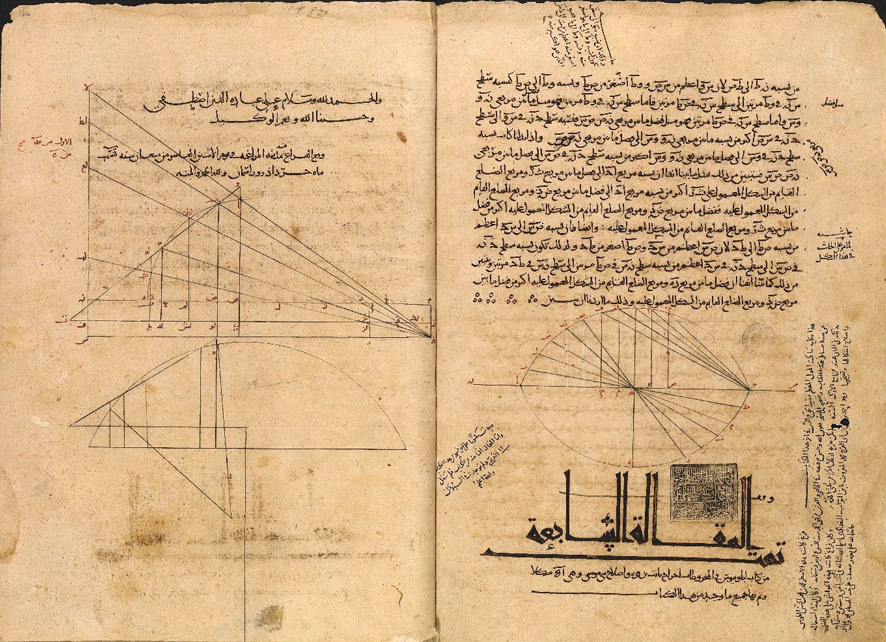
Страница из выполненного Сабитом арабского перевода «Конических сечений» Аполлония

В настоящее время известны рукописи 44 трактатов Сабита по математике, механике, физике, астрономии, географии, теории музыки и философии. Кроме того, известны рукописи 17 трактатов Сабита по медицине и ветеринарии.
Большой заслугой Сабита стали его переводы с греческого сочинений Архимеда, Аполлония, Евклида, Птолемея и других античных авторов. Трактаты Архимеда «О шаре и цилиндре», «О построении круга, разделённого на семь частей», «Книга о касающихся кругах», а также V—VII книги «Конических сечений» Аполлония известны нам только в переводе Сабита.
Ему принадлежат два трактата, в которых делается попытка доказать пятый постулат Евклида. Сабит открыл формулу, позволяющую вычислять некоторые пары дружественных чисел. Трактат «Книга измерения параболических тел» посвящён исследованию тел, полученных вращением сегмента параболы. В «Трактате о фигуре секущих» рассматривается теорема Менелая для плоского и сферического случаев. Ещё одно его сочинение, «Книга о карастуне», излагает теорию рычажных весов.

## Память
В 1935 г. Международный астрономический союз присвоил имя Сабита кратеру на видимой стороне Луны.

## Публикации
- Сабит ибн Корра. Математические трактаты. Научное наследство, т. 8. М.: Наука, 1984.